# 栗原あゆみ
栗原 あゆみ（くりはら あゆみ、1984年7月13日 - ）は、日本の元女子プロレスラー。本名：吉橋 亜弓（よしはし あゆみ）。夫はプロレスラーのYOSHI-HASHI。

## プロフィール
父は元プロボクサーで、実家は女子プロレスラーが通っている牛込神楽坂 焼肉ハウス三宝を経営していた。幼少の頃よりプロレスラーが周囲にいる環境で育つ。三宝の常連にはプロレスラー以外にウエイトリフティングオリンピックメダリストの三宅義行・宏実父娘がおり、宏実がゲスト出演したテレビ番組で行きつけの店として紹介されたこともある。店では渋谷シュウがプロレスリングWAVE時代に働いていた。また元プロレスリング・ノアの佐野巧真は当店で修業したのちに独立開業した。
学生時代はバスケットボール部所属。高校卒業後、しばらく無職の後にメジャー女子プロレスAtoZの練習生となるも退団して後にM's Styleの練習生となり2005年4月24日に20歳でGAMIを相手にデビューして金星を挙げた。
2007年4月19日、若手お笑い芸人（月刊ドイツ・パンダ西口 feat chip青木）のトークライブ（ハロー貸会議室渋谷カネマツ）にゲスト出演。
2007年7月16日のNEO女子プロレスの興行で右鎖骨を骨折し長期欠場していたが、2008年12月14日の自主興行で復帰。
2008年8月には大阪でKAORU、植松寿絵と共に「RING〜Starting Over〜」で女優デビュー。
2009年2月22日のOZアカデミー後楽園大会においてOZ正規軍入りを表明。
2010年4月にJoshi4Hopeツアーにて、アメリカ（SHIMMER・JAPW）遠征。シカゴの地元紙で記事にされた。メキシコCMLLにも参戦している。
国内団体ではOZアカデミーの他、プロレスリングWAVEなどに参戦。
2012年12月よりU-FILE CAMP調布でプロレスインストラクターを務める。
2013年8月4日、後楽園ホールで引退。
引退後は保育士を目指すことを発表し、現在までイベントなど含め表舞台には一切表していない。
なお、引退後に新日本プロレス所属のYOSHI-HASHIと結婚したと別冊宝島は報じている。

## リングネーム
リングネームは、本名の「亜弓」を漢字から仮名に変え「あゆみ」とした。

## 経歴
2005年
- 4月24日、「M's Style一周年記念興行（Mab〜夢を支配〜）」ワンデートーナメントにおいて、1回戦で対GAMI戦でデビュー。ポキを切り返して勝利。同大会、2回戦で植松寿絵と対戦。ボディ・プレスで敗れる。
- 5月20日、東京・新木場1stRING「Mab〜夢を支配II〜」において、木村響子と組んで、アジャ・コング、Baby-M組と対戦。アジャのラリアットで敗れる。
- 6月5日、東京・新木場1stRING「“息吹”第1回大会」において、木村響子と組んで、吉田万里子、藤井惠組と対戦。木村が吉田のエアレイドクラッシュで敗れる。
- 6月19日、東京・新木場1stRING「Mab〜夢を支配III〜」において、GAMIと組んで、植松寿絵、輝優優組と対戦。輝のエルボーで敗れる。
- 8月7日、「Mab〜夢を支配V〜」ワンデータッグトーナメントにおいて、アジャ・コングと組んで、1回戦で浜田文子、桜花由美組と対戦。浜田に敗れる。
- 9月11日、「Mab〜夢を支配VI〜」において、未来と対戦。敗れる。この試合は未来にとって最後のシングル戦になってしまった。
- 9月23日、東京・新木場1stRING「“息吹”第3回大会」において、江本敦子と組んで、木村響子、桜花由美組と対戦。江本が木村に敗れる。栗原は未来の代役であった。
- 10月23日、「Mab〜夢を支配VII〜」において、植松寿絵と対戦。ミサイルキックで敗れる。
- 11月20日、「Mab〜夢を支配VIII〜」において、輝優優と対戦。ローリングエルボーで敗れる。
- 12月23日、「Mab〜夢を支配 Final〜」において、アジャ・コングと組んで、植松寿絵、輝優優組と対戦。ミサイルキックで植松から勝利。

2006年
- 1月15日、「アストレイア〜希望の女神I〜」において、倉垣翼と対戦。ラリアットで敗れる。
- 1月29日、東京・新木場1stRING「“息吹”第5回大会」において、中川ともかと対戦。腕ひしぎ逆十字固めでギブアップ勝ち。
- 2月23日、東京・新宿FACE「第2回T-1興行」において、T-1マスクと対戦。チキンウィングフェイスロックでギブアップ負け。
- 2月5日、「格闘美〜MASSIVE〜」において、風香と組んで、渋谷シュウ、バンビ組と対戦。風香が渋谷のノーザンライト・スープレックス・ホールドで敗れる。
- 2月26日、「アストレイア〜希望の女神II〜」において、闘獣牙Leon、倉垣翼と組んで、大向美智子、浜田文子、西尾美香組と対戦。西尾のタイガー・スープレックス・ホールドで敗れる。
- 3月19日、東京・新木場1stRING「“息吹”第6回大会」において、バンビと対戦。ダイビング・セントーンで敗れる。
- 3月21日、「アストレイア〜希望の女神III〜」において、AKINOと組んで、浜田文子、西尾美香組と対戦。西尾のジャーマン・スープレックス・ホールドで敗れる。
- 4月2日、「格闘美〜Future〜（League Princess公式戦）」において、夏樹☆ヘッドと対戦。ダイビングヘッドバットで敗れる。
- 4月15日、「格闘美〜Future〜（League Princess公式戦）」において、バンビと対戦。ミサイルキックで勝利。
- 4月29日、「M's Style 2周年記念興行（High Light Style TOURNAMENT2006）」において、1回戦で西尾美香と対戦。ローリングソバットで敗れる。
- 5月4日、「格闘美〜Future〜（League Princess公式戦）昼」において、チェリーと対戦。勝利。同日、「格闘美〜Future〜（League Princess公式戦）夜」において、渋谷シュウと対戦。時間切れ引き分け。
- 5月13日、「格闘美〜Future〜（League Princess公式戦）」において、中川ともかと対戦。ジャックナイフを丸め返して勝利。
- 6月24日、「格闘美〜Future〜（League Princess決勝トーナメント）」において、準決勝で風香と対戦。ドールFで敗れる。
- 7月2日、レディゴンまつりにおいて、高橋奈苗と対戦。バックドロップで敗れる。
- 8月20日、WRESTLE EXPO 2006において、渋谷シュウと組んで、米山香織、希月あおい組と対戦。ミサイルキックで希月から勝利。
- 10月8日、東京・新宿FACE「M's Style（Reincarnation〜転生〜）」において、浜田文子と対戦。敗れる。同大会、闘獣牙Leon、闘牛・空と組んで、大向美智子、AKINO、吉田万里子組と対戦。Leonが大向からキーバで勝利。

2009年
- 12月31日、後楽園ホールNEO大会においてNEO認定タッグ選手権 田村欣子と組んで、高橋奈苗&華名の持つタッグ王座に挑戦。21分32秒の激闘の末、栗原が華名へダブルニーアタックを放ちそのままエビ固めで勝利。第12代王者となった。

2010年
- 5月12日、東京・新木場1stRINGレボルシオン・アマンドラ自主興行（江本敦子引退興行）において、1日限定でパッション・レッドに加入。アマンドラとの6人タッグで対戦。高橋が江本にナナラッカを浴びせエビ固めで勝利。
- 9月11日、SHIMMER34シカゴ大会でマディソン・イーグルが持つSHIMMER王座に挑むが、イーグルバスターからの体固めを決められ敗戦。
- 9月17日、メキシコ・CMLL初参戦。アレナ・メヒコでルナ・マヒカ&ラ・コジャ・コングと組み、アマポーラ、下田美馬、ティファニーと6人タッグ。3本目で下田を原爆固めで破り2-1勝利。
- 9月14日、アレナ・メヒコで開催したメキシコ独立200周年記念特別興行「ラ・フンシオン・デ・ビセンテナリオ」に出場。ダーク・エンジェル&マルセラとの「テクニカトリオ」でアマポーラ、下田美馬、プリンセサ・ブランカとの6人タッグ三本勝負を2-1で勝利。
- 10月10日、立野記代引退試合の相手を務め、リフトクラッチ式の変形裏投げで立野から3カウントを奪う。試合後、立野から後継者に指名される。
- 12月31日、NEO後楽園大会で田村欣子の持つNWA女子パシフィック王座&NEO認定シングル王座に挑戦。リフトクラッチ式裏投げで勝利し、第23代王者となる。

2011年
- 3月26日、SHIMMER38シカゴ大会のメインに抜擢され、浜田文子と対戦。APクロスで敗戦。
- 5月8日、REINA女子プロレス旗揚げ戦に参戦。CMLL来日メンバーのひとりであった下田美馬に勝利してCMLL世界女子王座挑戦権を獲得。
- 5月15日、「ゆずポン祭り」にて愛川ゆず季とシングル。引き分けに終わる。
- 5月25日、一度も防衛戦を行わないまま、NEO二冠王座を返上。
- 9月8日、SMASH.21でSMASH初参戦。Rayと組み、朱里&真琴組と対戦。朱里の反則で勝利。
- 9月18日、REINA 13にてアマポーラの持つCMLL世界女子王座に挑戦も、三本勝負の1-2で惜敗。
- 10月30日、WAVE 「Like a Virgin 1224 WEST JAPAN〜大阪ラプソディ DX〜」にて、華名と組み、タッグトーナメント『DUAL SHOCK WAVE 2011』決勝戦で植松寿絵&輝優優を破り初代WAVE認定タッグ王座獲得。
- 11月26日、デビュー6周年記念興行を開催。マルセラが持つCMLL世界女子王座に2度目の挑戦で奪取に成功。史上5人目の日本人同王者となった。チャンピオンベルトは初代王者ブル中野に巻いてもらった。[4]

2012年
- 1月15日、REINA24にてヘイリー・ヘイトレッド相手にCMLL世界女子王座初防衛戦。2-1勝利で初防衛成功。
- 3月10日、メキシコにて、前王者マルセラ相手にCMLL世界女子王座2度目の防衛戦。1-2で敗れ防衛失敗。
- 7月16日、WAVE主催のリーグ戦「Catch the WAVE」初優勝。

2013年
- 3月28日、古傷である鎖骨が限界に近づいたため引退を表明。併せて8月4日に後楽園ホールでZABUN支援の下引退興行を開催することも発表した[5]。
- 8月4日、後楽園ホールにて引退興行を開催。第1試合で弟子の飯田美花とのシングル戦を制した後、メインで師匠のAKINO、飯田とタッグで、アジャ・コング、GAMI、中川ともか組と対戦。アジャコングから3カウントを奪い勝利。
- 12月31日、GAMIの引退に合わせブログの更新を終了。

2014年
- 6月1日、後楽園ホールで行われたスターダムに来場し、夏樹☆たいよう引退セレモニーでリングに上がる。

## 得意技

### フィニッシュ・ホールド
裏投げ
主なフィニッシュ・ホールド。形的にはエクスプロイダーに近い。
ただし、女子プロレスでいう裏投げとは、この型を指す場合がほとんどである。
大向美智子から直接伝授され、後継にSareeeに直接伝授した。
リストクラッチ裏投げ
正面から相手の左腕を捕らえ、そのまま右脇下に自らの頭部を差し込んで組み付き、後方へ反り投げることで相手を後頭部からマットに突き刺す。後継にSareeeに直接伝授した。

### その他
ネバギバ
ジャンピングダブルニーの形で両膝を相手の両肩に乗せ、そのまま押し倒してフォールを取る。ここ一番でのフィニッシャー。
前村早紀の同名技とは全くの別技。戸澤陽の「戸澤塾秘伝・巌鬼」とは同型。
バーティカル・スープレックス・ホールド
高速ブレーンバスターで投げ切った後、ブリッジを崩さずフォールの体勢に持ち込む投げ技。
女子プロレスでは古くから存在する技の一つで、男子プロレスではほとんど見られない技でもある。
ドロップキック
若手時代からの得意技で、スクリュー式で繰り出す。本人いわく「こだわりのドロップキック」。
ロープを背に尻餅を着いた相手に対して走り込んで見舞うバリエーションも存在し、相手の半身が場外に出て反りかえるほどの勢いを見せる。
ミサイルキック
仕掛ける前にコーナーポストで祈るように手を握り合わせるのが特徴。こちらもスクリュー式。
ドロップキックとともに飯田美花に伝授されている。
ミラクルキック
上記、ミサイルキックの派生技で場外にいる相手へ仕掛けるミサイルキック。
近年ではほとんど見られることはない。
ダブル・ニー・アタック
主に拍手で観客を煽っておいてから串刺し式で使用される。
コーナーで尻餅をついた相手に仕掛ける場合もある。
バック・クラッカー
チェンジ・オブ・ペースによく使用される技の一つ。
クリス・ジェリコのコード・ブレイカーのように顔面に仕掛ける場合や、ザ・ハリケーンのように片足で仕掛ける場合もある。
こいのぼり（首ひっかけ）
フライング・ネックブリーカー・ドロップ。連発で使用する。
相手の首に腕を巻き付けた後、前受身を取るような形となるいわゆる女子式。
プランチャ・スイシーダ
コーナーポスト上から場外の相手に仕掛けるタイプが多い。
現在の栗原が使用する代表的な場外への飛び技。
ヘッドバット
エルボーの打ち合いや打撃合戦の最中にふいに繰り出す。
マロール
座った相手の後方から、相手の後頭部に自分の臀部を当てる形で立ち、自分の両足を相手の両脇に引っ掛け相手を巻き込みつつ前転して丸め込む。

## 獲得タイトル
- 第12代NEO認定タッグ王座（パートナーは田村欣子）
- 第23代NWAパシフィック女子&NEO認定シングル王座
- 第5代SHIMMERタッグ王座（パートナーは浜田文子）
- 初代WAVE認定タッグ王座（パートナーは華名）
- 第14代CMLL世界女子王座
- 第905代、第909代アイアンマンヘビーメタル級王座
- 第15代OZアカデミー認定タッグ王座（パートナーはAKINO）
- 初代X-LAW女子王座

## 入場テーマ曲
- 「希望峰」（Strawberry JAM）

江本敦子が「希望峰」を栗原に推薦したことがある。この曲は、テレビアニメ『スパイラル －推理の絆－』のオープニングテーマ曲でもある。

## 自主興行
2006年7月16日、闘牛・空、闘獣牙Leonと合同で自主興行「アニマルマロン興行」を開催。
2008年12月14日、「栗原あゆみ復帰興行」と題した初の自主興行を新宿FACEで開催。
2010年4月24日、「栗原あゆみデビュー5周年記念試合」を千葉マリンスタジアム正面入口前イベントスペースで開催。
12月12日、「デビュー5周年記念興行」を新宿FACEで開催。
2011年4月24日、「栗原あゆみデビュー6周年記念試合」フクダ電子アリーナウエルカムステージで開催。

## 栗原あゆみ引退興行

### 概要
- 2013年8月4日に開催。後楽園ホール貸し出しは法人限定のため、師匠のひとりであるGAMIが代表を務め、かつ栗原自身の主戦場のひとつであったプロレスリングWAVEを運営するZABUN支援の下開かれた。
- 大会前には7月29日に逝去した元全日本女子プロレスリングアナウンサー今井良晴（大日本プロレス）を追悼するテンカウントゴングが打ち鳴らされて黙祷。
- 第1試合は栗原が愛弟子の飯田美花と最後のシングル。セコンドにはそれぞれ大向美智子、府川唯未が付き、アルシオン時代に「ナチュラル・ツインビー」として活躍した両者の揃い踏みが12年ぶりに実現した。
- 第2試合では、旧姓・広田さくらが栗原のコスプレで登場。タッグチーム「カナアユ」が復活。
- メインの引退試合では飯田と栗原の師匠のひとりAKINOと「秋の栗ご飯」トリオでGAMI、アジャ・コング、中川ともかと6人タッグで対戦した。アジャが呼びかけたトレイン攻撃ではセコンド陣や当日参戦選手に加え、お祝いに駆けつけたかつてのライバル風香や高橋奈苗、夏樹☆たいよう、紫雷イオといったスターダム勢も参加し、直接の絡みはないとは言え紫雷姉妹が同じリングに上がったのは2年ぶりだった。
- 試合後のセレモニーでは栗原の憧れだった北斗晶からビデオメッセージが流された。また、花束贈呈ではウエイトリフティングオリンピックメダリスト三宅義行の姿もあった。
- 使用したマットにはデビューかつ唯一所属した団体であるM's Styleのロゴが刻まれてセレモニーでAKINOよりM's Styleチャンピオンベルトが贈呈された。

### 試合結果
| 第1試合 |                                                  |                                 |
| 〇栗原あゆみ                                                                                                 | 9分4秒 変形裏投げ→体固め                         | 飯田美花●                       |
| 第2試合 |                                                  |                                 |
| ○渋谷シュウ 紫雷美央                                                                                         | 12分59秒 タイムマシンに乗って                    | 旧姓・広田さくら● 華名          |
| 第3試合 |                                                  |                                 |
| ダイナマイト・関西 ○加藤園子 カルロス天野                                                                    | 12分46秒 ダイビング・ギロチンドロップ→片エビ固め | 水波綾● 勇気彩 下野佐和子       |
| 第4試合 時間差バトルロイヤル                                                                                 |                                                  |                                 |
| ○大畠美咲 | 18分13秒 ミサイルキック→エビ固め                 | 乱丸●                           |
| 退場順：志田光、木村響子、春日萌花、桜花由美、朱里、藤本つかさ、チェリー、山縣優、松本浩代、ハイビスカスみぃ |                                                  |                                 |
| 第5試合 |                                                  |                                 |
| ○浜田文子 | 9分10秒 ピラミッドドライバー→エビ固め            | Sareee●                         |
| 栗原あゆみ引退試合                                                                                           |                                                  |                                 |
| AKINO ○栗原あゆみ 飯田美花                                                                                   | 24分5秒 裏投げ→体固め                            | GAMI アジャ・コング● 中川ともか |

## 雑誌連載
- 週刊ゴング→Lady'sゴング…「へなちょこつうしん」

## メディア出演
- MBSラジオ「もっともゴチャ・まぜっ!」
- 日本テレビ系「魔女たちの22時」
- テレビ朝日系「『ぷっ』すま」
- テレビ朝日系「雨上がり決死隊のトーク番組アメトーーク!」

## 写真集
- A-STYLE（2010年12月20日、源流社、撮影：尾形正成、編集：イズミリング）ISBN 978-4773910155
- AーSTYLE 2ND（2011年12月1日、源流社）ISBN 978-4773911053